# Berta Burgundská
Berta Burgundská (952/967?– 1010/po 1016/1035?) byla hraběnka Blois a dočasně také francouzská královna.

## Život

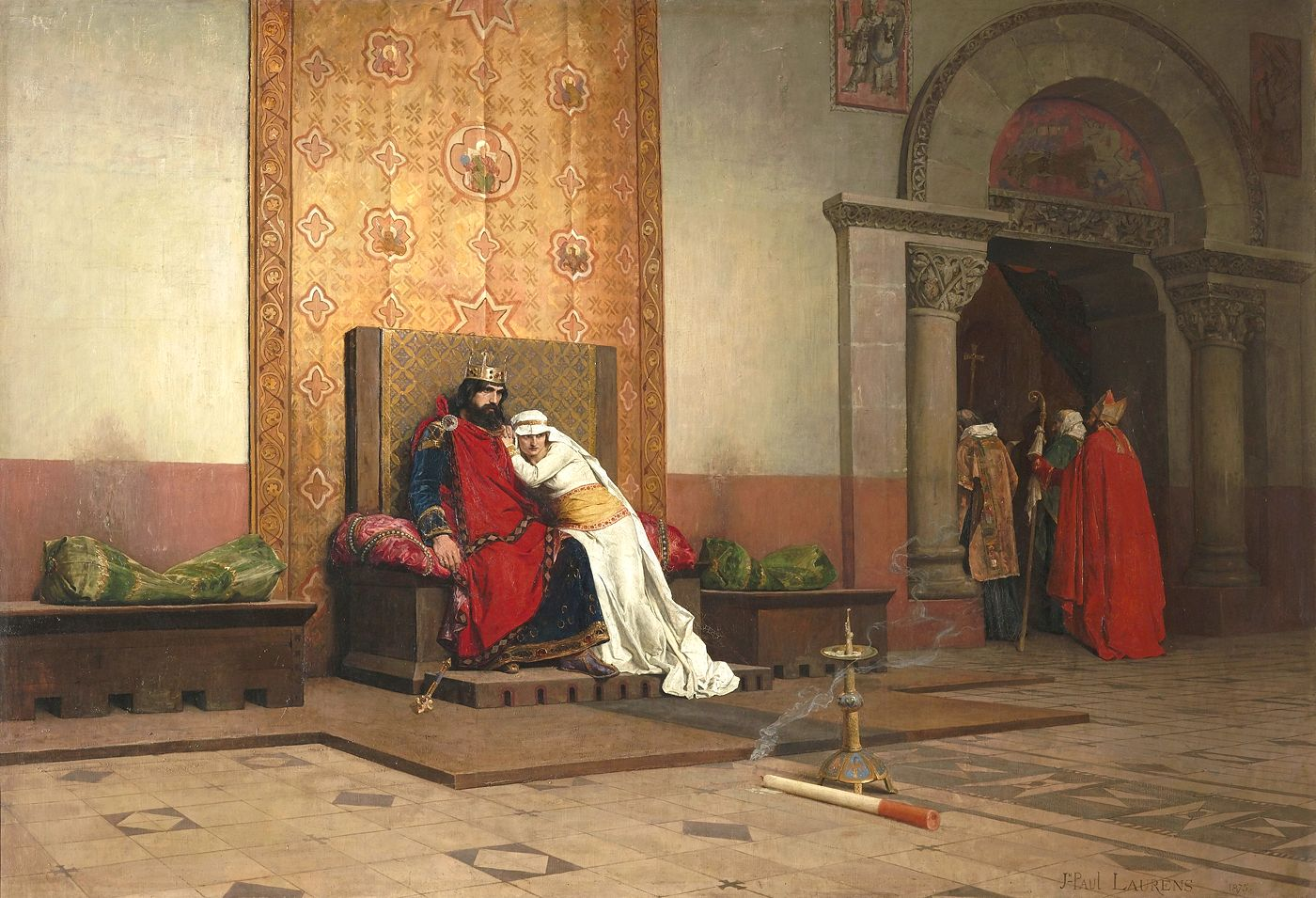
Exkomunikovaný pár v novodobé představě

Narodila se jako dcera burgundského krále Konráda Mírumilovného a jeho manželky Matyldy Francouzské, dcery Ludvíka IV. Francouzského a Gerbergy z otonské dynastie.
Jejím prvním manželem byl Odo I. z Blois, za kterého byla provdána roku 983. Narodilo se jim několik dětí, včetně nástupce Oda II., v budoucnu jednoho z nejmocnějších vazalů francouzského krále. Roku 996 Berta ovdověla a francouzský král se tak zbavil odbojného hraběte.
Velké sympatie vzbudila čerstvá vdova v mladém francouzském králi Robertovi II., který zapudil svou postarší manželku Rozalu, vdovu po flanderském hraběti. Proti Robertově novému sňatku se však postavil nejen jeho otec Hugo, ale i církev. Berta totiž byla Robertova sestřenice a byli tedy příbuzní v nižším, než v té době povoleném 7. stupni pokrevního příbuzenství a mimo to byl Robert kmotrem jednoho z Bertiných synů. Svatba se přesto uskutečnila a dokonce se narodil potomek, který údajně měl husí krk a husí hlavu a záhy, roku 999, zemřel. Papež Řehoř V. jejich sňatek nemohl uznat a proto Roberta nechal exkomunikovat z církve. Robert se nejdříve snažil vzdorovat, ale nakonec jej nový papež Silvestr II. přesvědčil a bezdětnémanželství roku 1000 anuloval.
Robert se roku 1004 potřetí oženil, aby zajistil trůnu potřebné dědice, což se i zdařilo. Nová mladá královna Konstancie se musela vyrovnávat s tím, že manžel ve skutečnosti styky s Bertou nikdy nepřerušil. Rivalita mezi oběma ženami zasahovala na královský dvůr. Obětí se stal Hugo z Beauvais, kterého nechala Konstancie s pomocí Fulka III. Nerry před očima krále zavraždit. Ještě roku 1008 či 1010 byla Berta v Robertově doprovodu při cestě do Říma.
| „                | ...královna zapuzená kvůli krvesmilstvu, jež, podporována v tom některými královými dvořany, chovala naději, že z papežova příkazu získá opět zpátky království... | “ |
| — Oderan ze Sens | |   |

Král chtěl žádat o papežský dispens, aby se mohl k Bertě vrátit. Mise byla neúspěšná a král se vrátil k vroucně se modlící Konstancii.
| „                | ...a od té doby si Robert své manželky hleděl jako nikdy předtím a vložil jí do rukou všechna královská práva. | “ |
| — Oderan ze Sens | |   |

Berta Burgundská se již znovu neprovdala.